# Наталуха, Дмитрий Андреевич
Дмитрий Андреевич Наталуха (укр. Дмитро Андрійович Наталуха; род. 15 сентября 1987 года, Москва, Россия) — украинский правозащитник, переводчик, специалист по стратегическим и кризисным коммуникациям.
Народный депутат Украины IX созыва.

## Биография

### Образование
Окончил юридический факультет Института международных отношений Киевского национального университета имени Тараса Шевченко (юрист-международник, переводчик-референт с французского языка). Выпускник магистерской программы по международной политике Кембриджского университета (Великобритания), бывший председатель Украинского общества Кембриджа.

### Трудовая деятельность
Наталуха является партнером компании Lead/Augury, специализируется на вопросах кризисных коммуникаций, политических кампаний и пиара. Ранее работал в киевском офисе американской компании Baker McKenzie. Также работал в компании Ильяшев и Партнеры и других юридических компаниях.  Активно поддерживал Революцию достоинства. Занимался адвокацией прав ВПО вместе с офисом УВКБ ООН в Украине.
С 2015 по 2017 год — председатель Коминтерновской районной государственной администрации (Одесская область).

## Политическая деятельность
Кандидат в народные депутаты от партии «Слуга народа» на парламентских выборах 2019 года, № 14 в списке. На время выборов: руководитель ООО «Лид/Огьюри», беспартийный. Проживает в Киеве.
Председатель Комитета Верховной Рады по вопросам экономического развития.
Сопредседатель группы по межпарламентским связям с Соединенным Королевством Великобритании и Северной Ирландии.

## Личная жизнь
Женат на депутате от партии «Батькивщина» Алёне Шкрум.